# Zenon Bancer

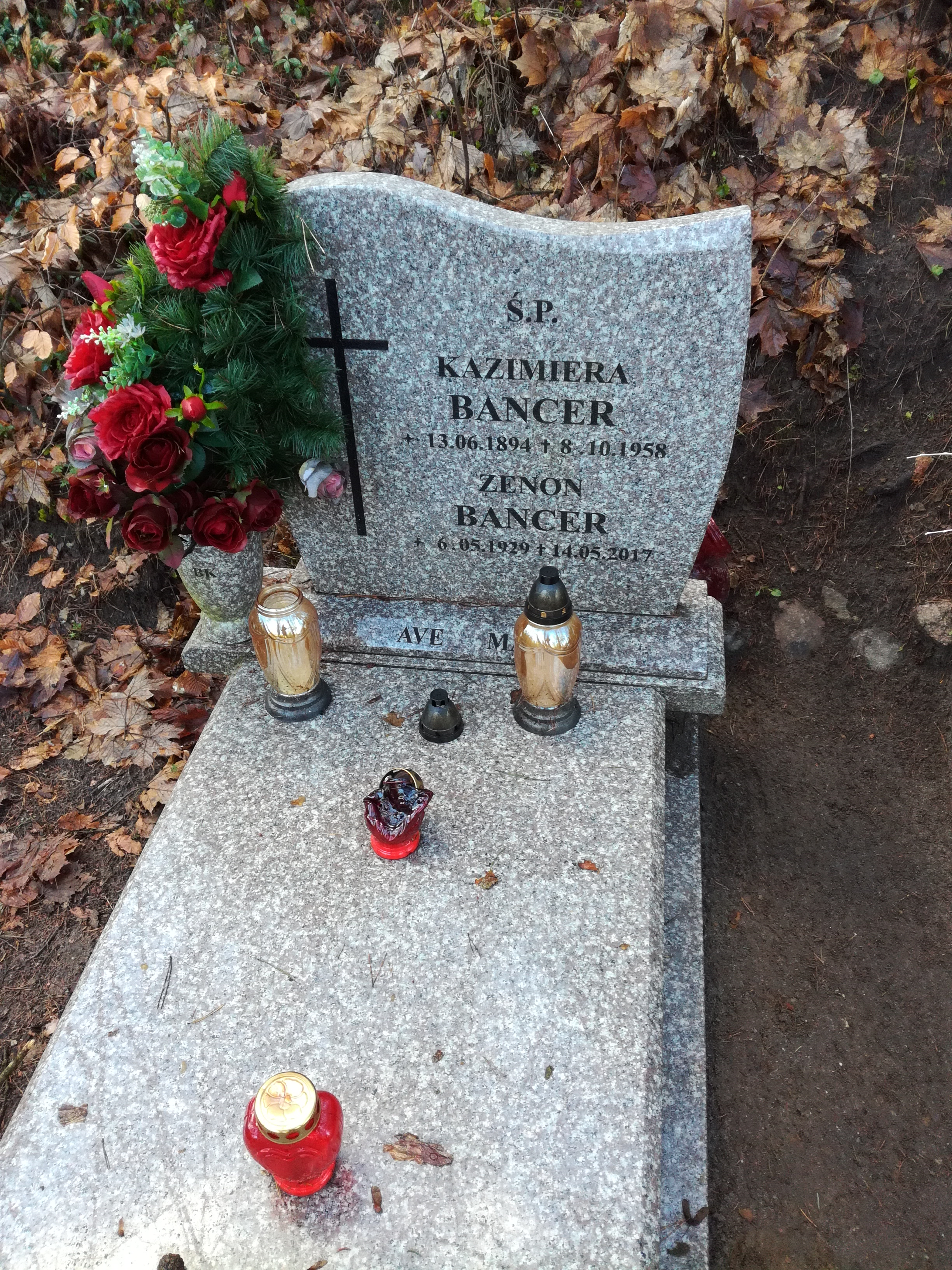
Grób Zenona Bancera na cmentarzu Srebrzysko w Gdańsku

Zenon Kazimierz Bancer (ur. 6 maja 1929 w Warszawie, zm. 14 maja 2017 w Gdańsku) – polski funkcjonariusz służby bezpieczeństwa i partyjny, działacz państwowy i gospodarczy.

## Życiorys
Syn Wiktora i Kazimiery. W okresie II wojny światowej uczęszczał do szkoły powszechnej w Milanowie koło Parczewa, pow. Radzyń Podlaski. Absolwent Gimnazjum im. Bolesława Chrobrego w Sopocie. Pełnił służbę w organach bezpieczeństwa (1949–1956), m.in. jako przewodniczący Zarządu Zakładowego ZMP w Wojewódzkim Urzędzie Bezpieczeństwa Publicznego w Gdańsku (1950–1953), I sekretarz KZ PZPR w WUds.BP w Gdańsku (1955–1956). Absolwent 2-letniej Szkoły Partyjnej przy KC PZPR w Warszawie (1955). Pracował w aparacie partyjnym w Gdańsku i Sopocie (1957–1965) – instr. Wydziału Propagandy Komitetu Wojewódzkiego PZPR w Gdańsku (1957–1958), instr. Wydz. Organizacyjnego KW (1958–1959), z-ca kier. Wydz. ds. Bezpieczeństwa i Porządku Publicznego KW (1959–1962). W międzyczasie ukończył Wyższą Szkołę Nauk Społecznych przy KC PZPR w Warszawie (1962). Następnie był zastępcą kierownika Wydziału Organizacyjnego KW (1962–1963), I sekretarzem Komitetu Miejskiego PZPR w Sopocie (1963–1965) i pełnił funkcję przewodniczącego Prezydium Miejskiej Rady Narodowej w Sopocie (1965–1969). Był dyrektorem w Wojewódzkim Przedsiębiorstwie Geodezyjnym Gospodarki Komunalnej w Gdańsku, następnie Okręgowym Przedsiębiorstwie Geodezyjno-Kartograficznym w Gdańsku (1969–1980), skąd przeszedł na emeryturę. Pochowany na cmentarzu Srebrzysko w Gdańsku (rejon IX, taras III, rząd 1, grób 41).
Członek PPR/PZPR (1948-), ZWM (1946–1948), ZMP (1948–1955), ORMO.